# La Route de France
La Route de France (en español: La Ruta de Francia) es una carrera ciclismo en ruta femenina profesional por etapas que se disputó en Francia desde 2006 hasta 2010 y desde 2012 hasta 2016.
Se celebraba a mediados del mes de agosto, y tenía una duración aproximada de una semana. Su primera edición fue de categoría 2.2 (última categoría del profesionalismo), pero ya un año después se convirtió en una de las carreras por etapas femeninas más importantes del mundo tras su ascenso a categoría 2.1 (máxima categoría del profesionalismo para carreras por etapas femeninas en esos momentos, aunque en 2013, tras la introducción de la categoría 2.HC, se quedó en un segundo escalón, pero solo ese año ya que esa categoría superior solo existió en ese año 2013). Respecto a sus nombres hasta 2008 fue llamada oficialmente La Route de France Féminine y ya a partir del 2009 se le quitó la "coletilla" de Féminine de dicho nombre. Además, debido a la desaparición de la Tour de l'Aude Femenino en 2011 se convirtió en la carrera por etapas femenina más importante de Francia, aunque precisamente esa en 2011 no se disputó.
Era organizada por la Organisation Routes et Cycles que se han lamentado de la poca repercusión de la carrera a pesar de su prestigio a nivel femenino.

## Palmarés
| Año                       | Ganador              | Segundo             | Tercero             |           |
| ------------------------- | -------------------- | ------------------- | ------------------- | --------- |
| 2006                      | Linda Villumsen      | Amber Neben         | Swetlana Bubnenkowa |           |
| 2007                      | Amber Neben          | Swetlana Bubnenkowa | Maryline Salvetat   |           |
| 2008                      | Luise Keller         | Rosane Kirch        | Edwige Pitel        |           |
| 2009                      | Kimberly Anderson    | Evelyn Stevens      | Eneritz Iturriaga   |           |
| 2010                      | Annemiek van Vleuten | Judith Arndt        | Olga Zabelínskaya   |           |
| 2011 edición no realizada |                      |                     |                     |           |
| 2012                      | Evelyn Stevens       | Kristin McGrath     | Carlee Taylor       |           |
| 2013                      | Linda Villumsen      | Emma Johansson      | Evelyn Stevens      |           |
| 2014                      | Claudia Lichtenberg  | Alena Amialiusik    | Aude Biannic        |           |
| 2015                      | Elisa Longo Borghini | Amber Neben         | Claudia Lichtenberg |           |
| 2016                      | Amber Neben          | Tayler Wiles        | Eugenia Bujak       |           |
| 2017                      | cancelada            | cancelada           | cancelada           | cancelada |
| 2018                      | cancelada            | cancelada           | cancelada           | cancelada |

## Palmarés por países
| País           | Victorias |
| -------------- | --------- |
| Estados Unidos | 4         |
| Alemania       | 2         |
| Dinamarca      | 1         |
| Países Bajos   | 1         |
| Nueva Zelanda  | 1         |
| Italia         | 1         |